# Le Drive in
 (mars 2015).
Si vous disposez d'ouvrages ou d'articles de référence ou si vous connaissez des sites web de qualité traitant du thème abordé ici, merci de compléter l'article en donnant les références utiles à sa vérifiabilité et en les liant à la section « Notes et références ».
Le Drive in est un ancien cinéma drive in de Marseille, créé vers la fin des années 1960. Il était situé au boulevard Schloesing à l'emplacement de l'actuel restaurant McDonald's.
À l'instar des États-Unis, sur une aire aménagée à ciel ouvert, le film était projeté sur un écran géant, une borne à proximité de chaque voiture permettait d'avoir accès au son et au chauffage. Il y avait aussi un système de restauration rapide et l'on pouvait se faire servir dans les voitures.